# Art on Ice
Art on Ice är en konståkningsshow som kombinerar uppträdanden av världsartister inom konståkning med internationella musikstjärnor.

## Bakgrund
Art on Ice är ett koncept som startade i Schweiz 1996. Idén var att föra samman konståkning i världsklass med artister och liveband för att skapa en unik konstföreställning.

## Musikartister som medverkat på Art on Ice
| 1996: Simon Estes 1997: Montserrat Caballé 1998: Sarah Brightman, Udo Jürgens 1999: Vanessa-Mae, Chris de Burgh 2000: Vanessa-Mae, Chris de Burgh 2001: Scorpions 2002: Gotthard, Gloria Gaynor 2003: Zucchero | 2004: Barclay James Harvest, Members of Supertramp, Fleetwood Mac, The Moody Blues 2005: Seal, Lovebugs 2006: Lisa Stansfield, Noëmi Nadelmann 2007: Robin Gibb, Gölä 2008: Ronan Keating, Kim Wilde, Garðar Thór Cortes, Chris de Burgh 2009: Sugababes, Daniel Powter, Paul Cless, Tanja Dankner, Gary Scott | 2010: Anastacia, David Garrett, Seven 2011: Donna Summer, Katherine Jenkins, Steve Sidwell, Lang Lang 2012: Mick Hucknall (Simply Red), Emily Bear, Dionne Bromfield, TinkaBelle, Li Yuchun (Chris Lee) 2013: Leona Lewis, 2Cellos, Seven, Katherine Jenkins, Fumiya Fujii 2014: Hurts, Chatia Buniatischwili, Loreen 2015: Nelly Furtado, Tom Odell |

## Art on Ice i Sverige
I mars 2014 besökte galan Globen i Stockholm. Världsartister inom konståkningen som uppträdde var Stéphane Lambiel, Tatiana Volosozhar & Maxim Trankov, Kurt Browning, Joannie Rochette, Aliona Savchenko & Robin Szolkowy, Nathalie Péchalat & Fabian Bourzat, Sarah Meier och de svenska stjärnorna Viktoria Helgesson och Alexander Majorov. För musikunderhållningen stod bland annat Loreen och Hurt.

## Bilder från Globen-showen i mars 2014

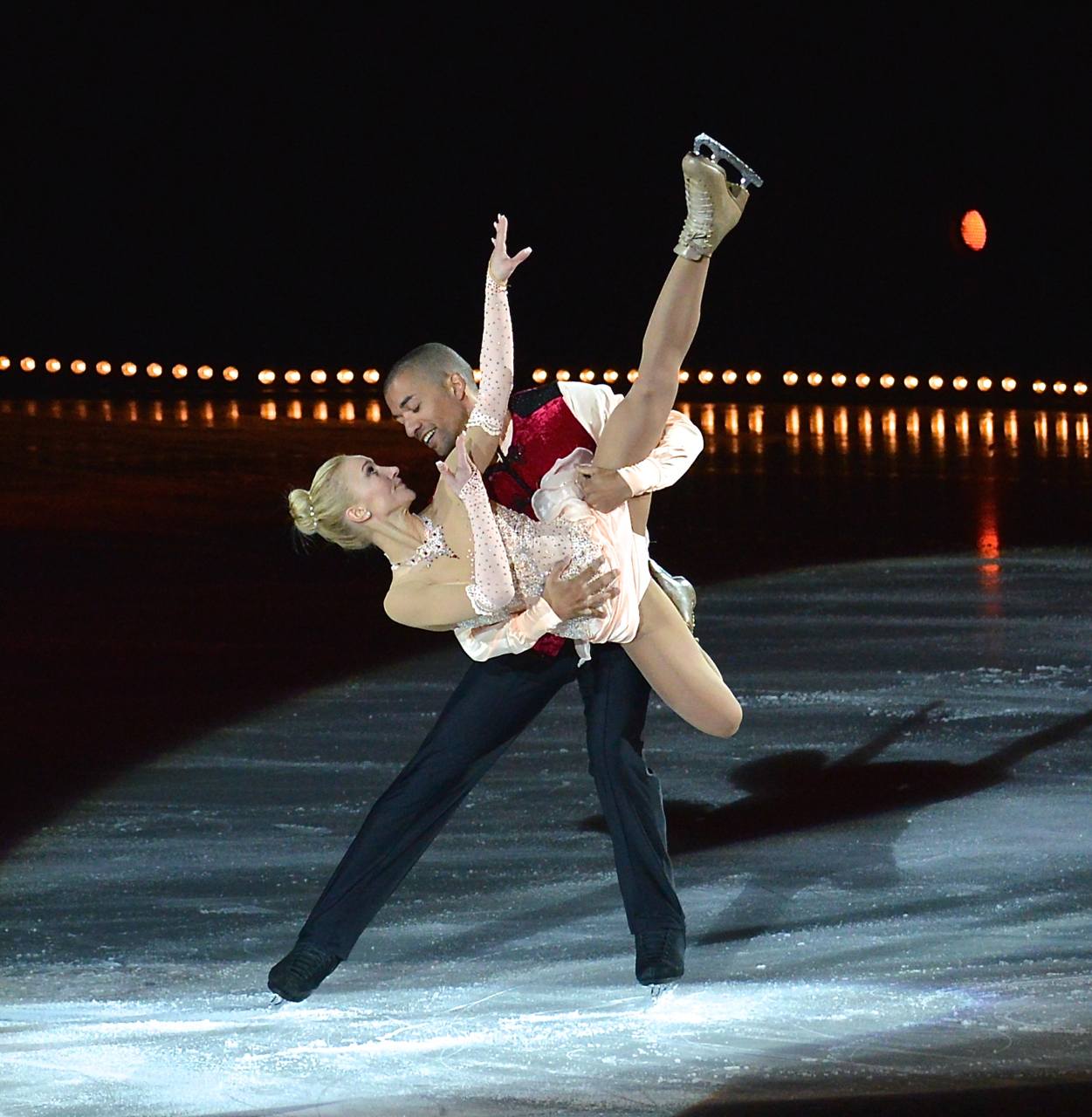
Aliona Savchenko & Robin Szolkowy
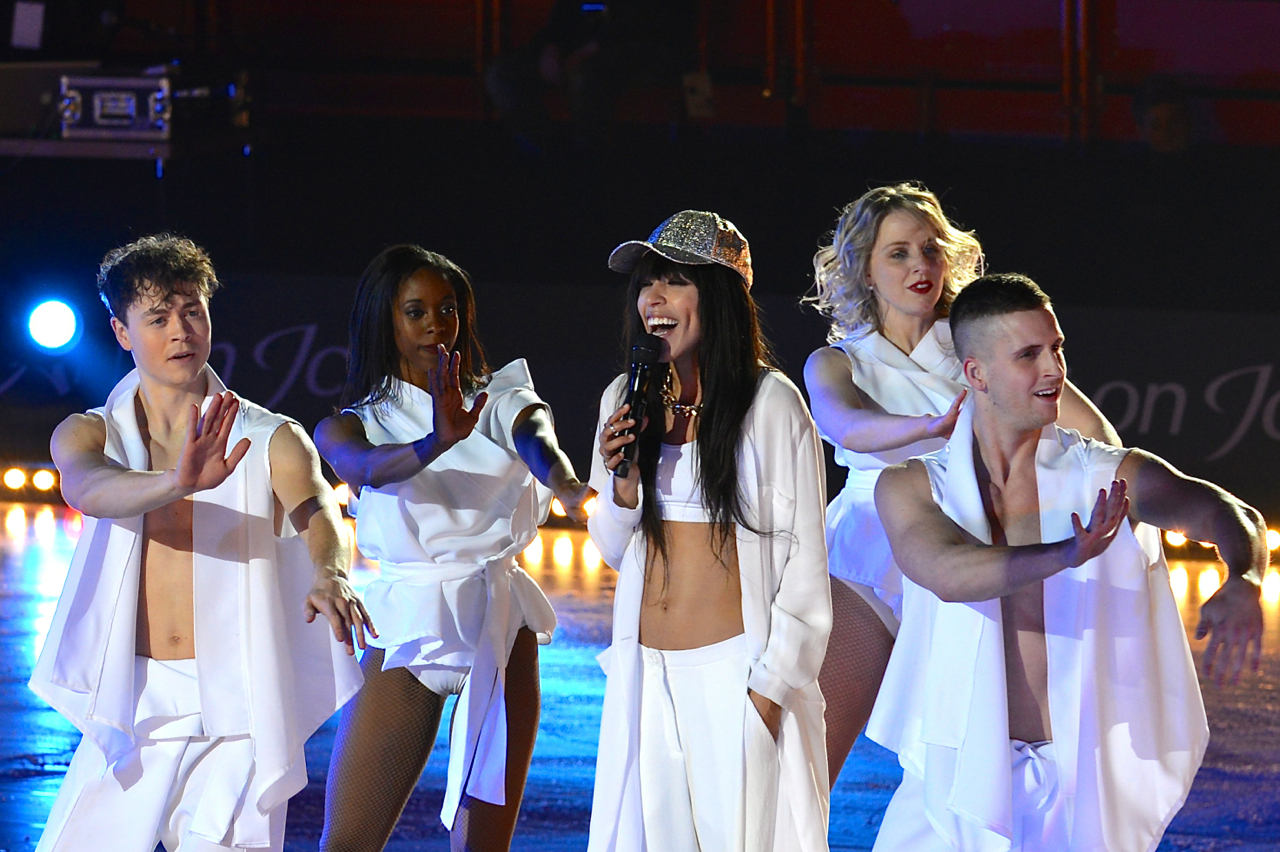
Loreen och hennes dansare
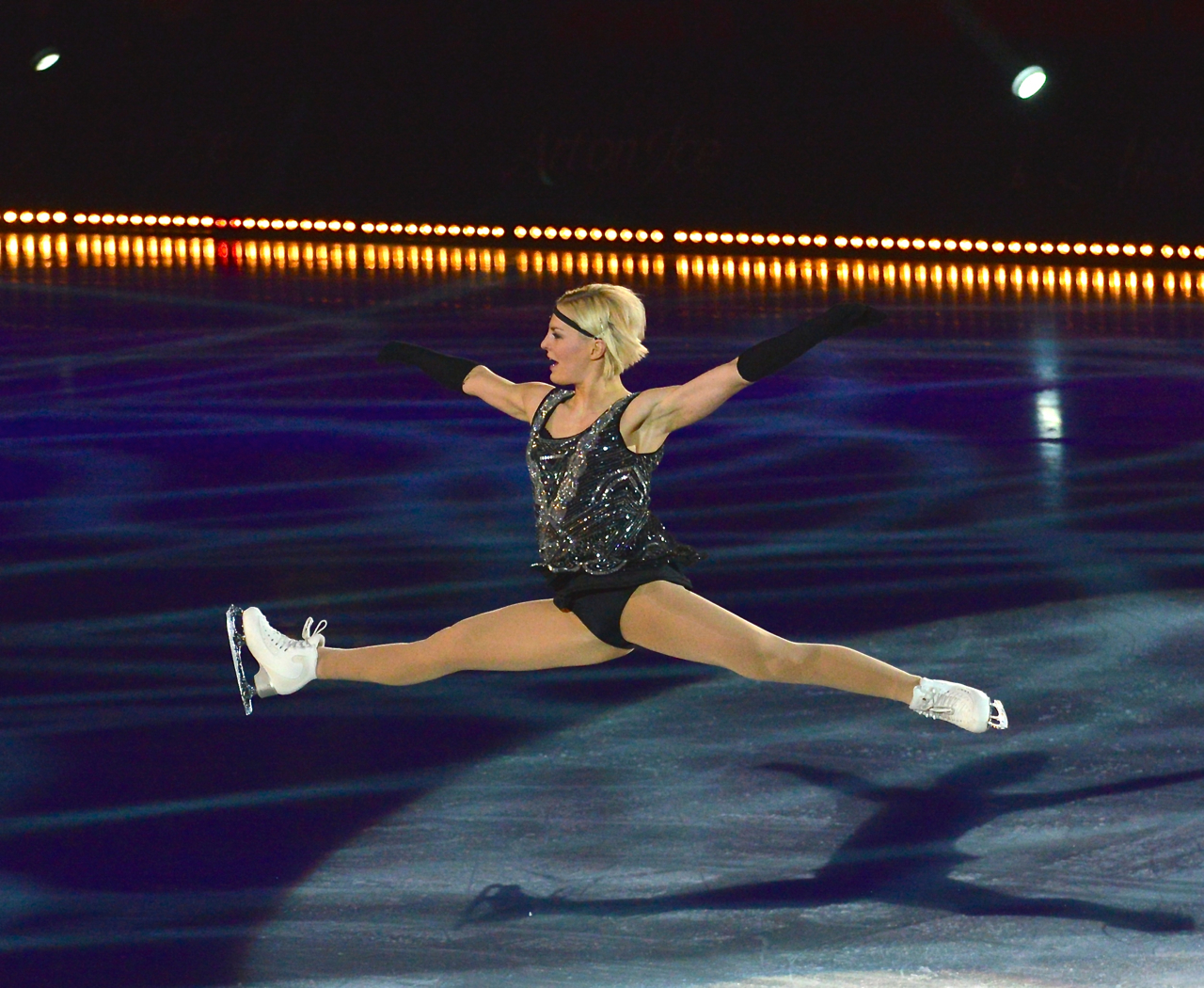
Viktoria Helgesson
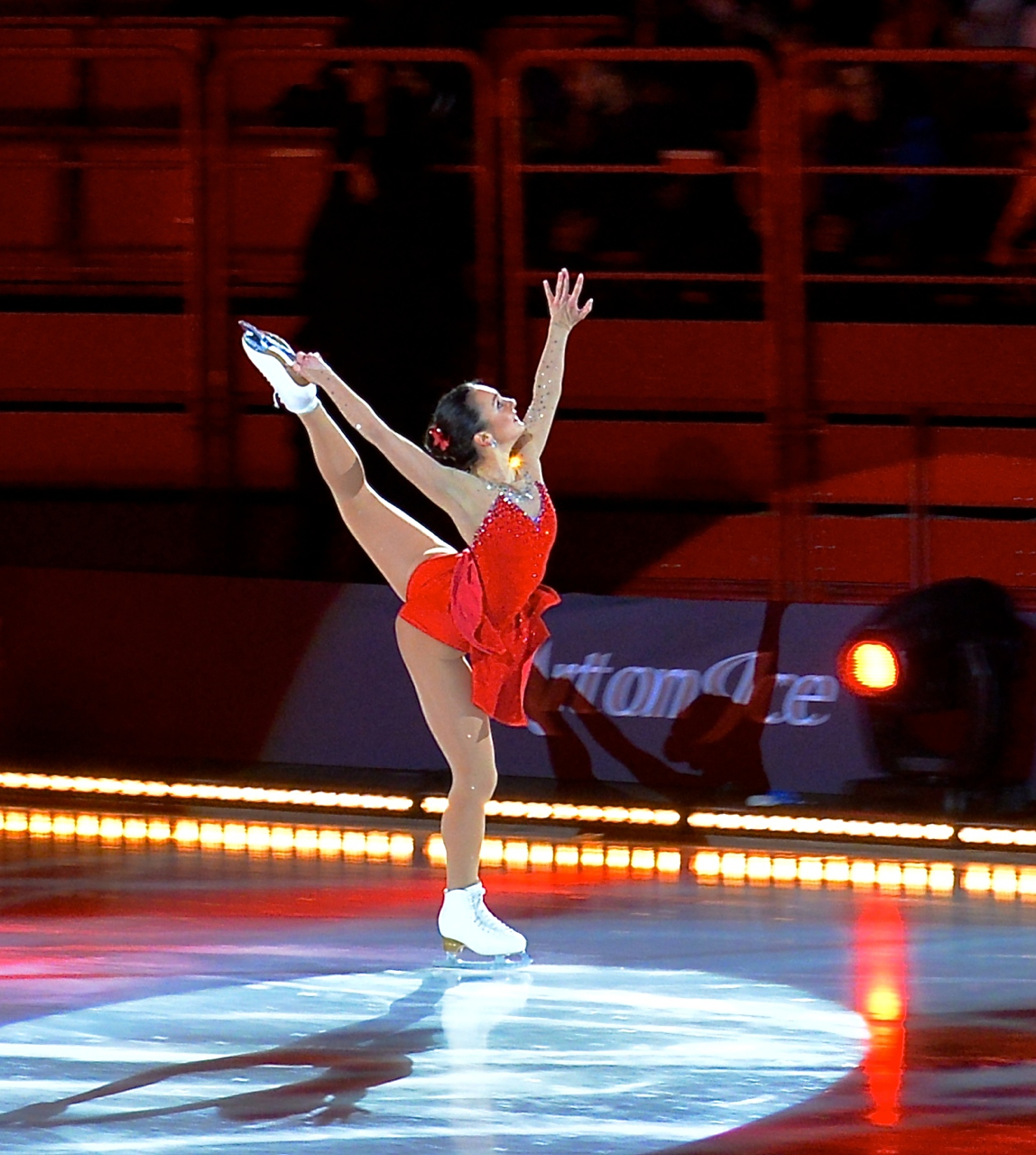
Sarah Meier
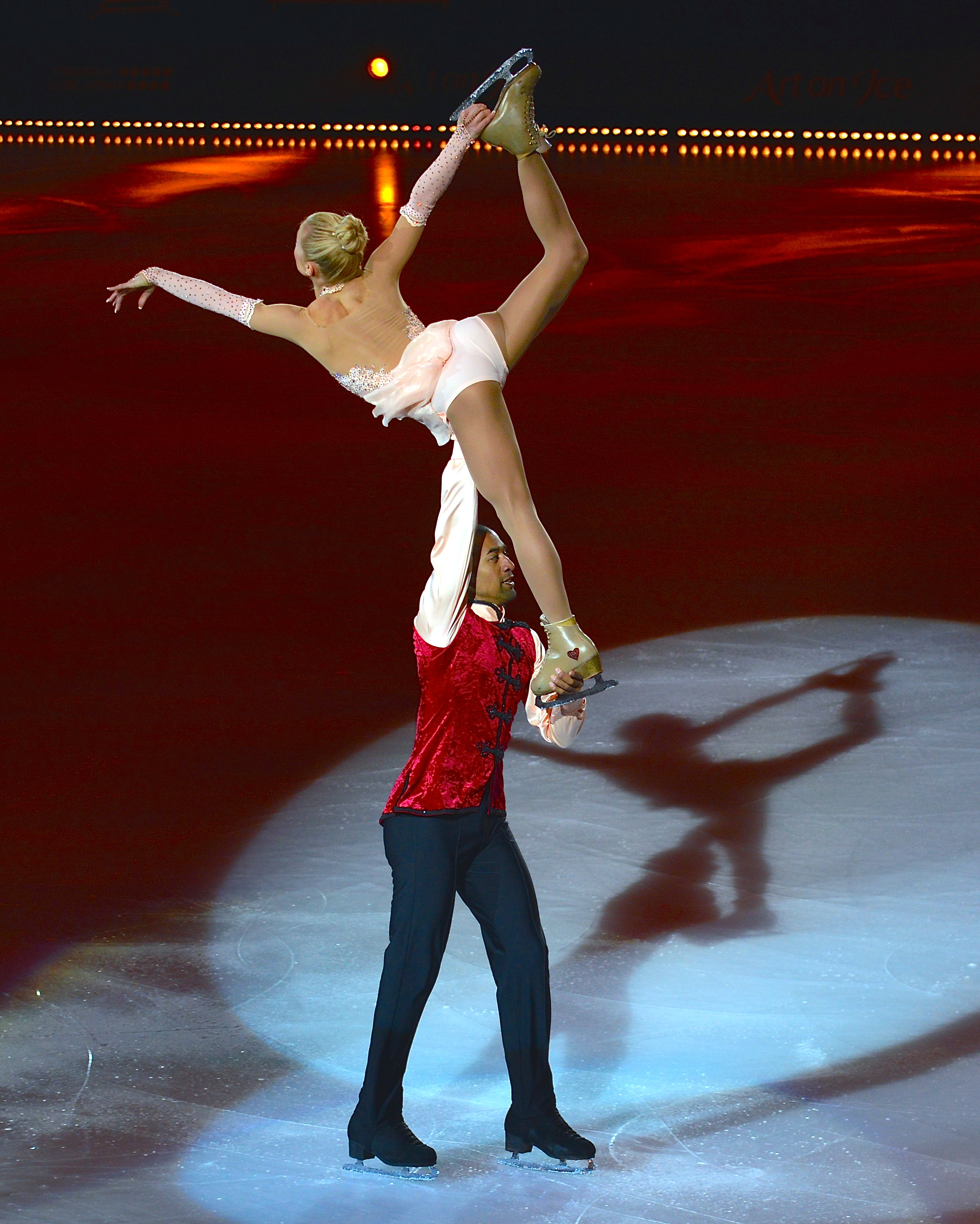
Aliona Savchenko & Robin Szolkowy
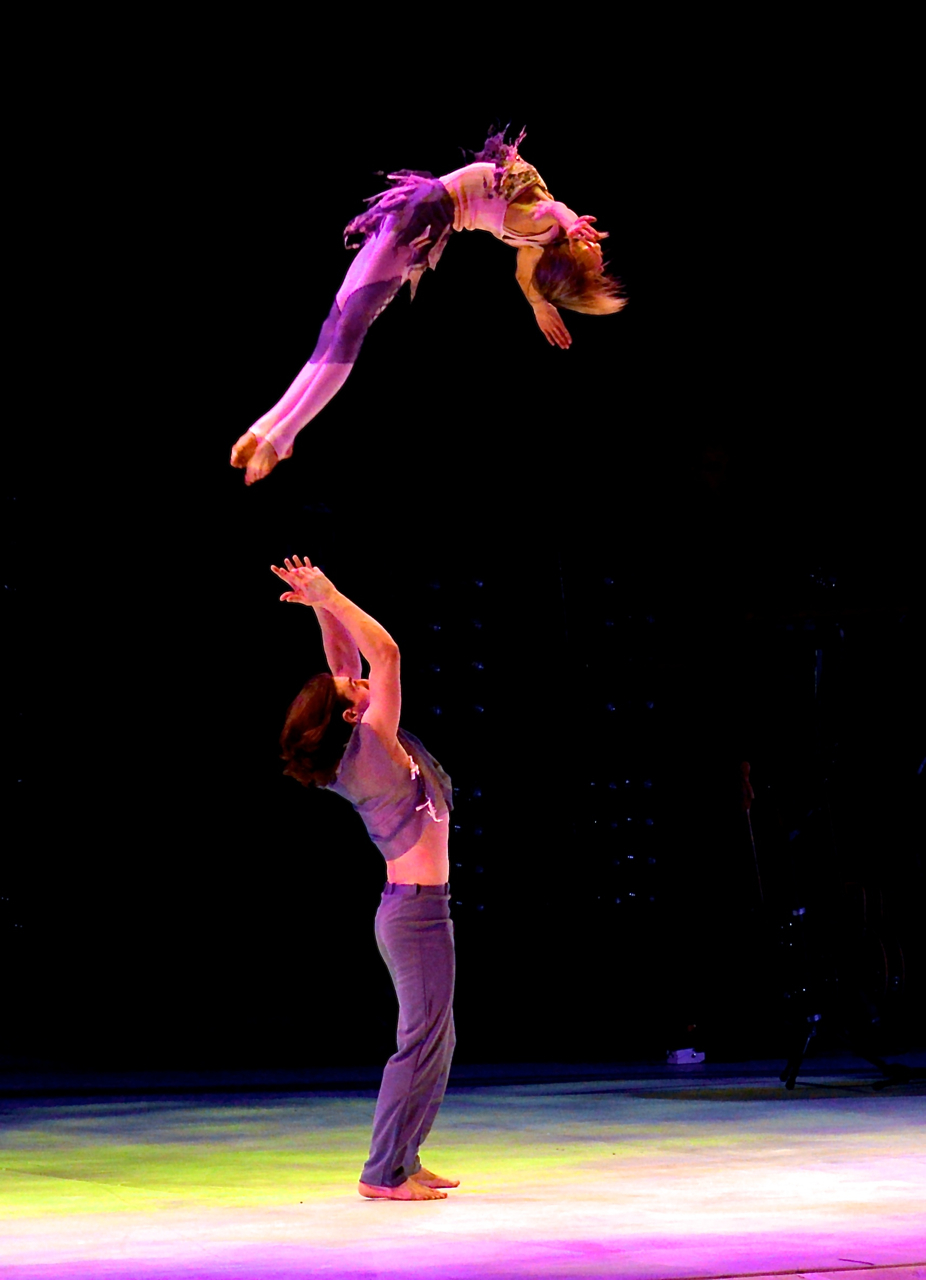
Duo Terra Incognito
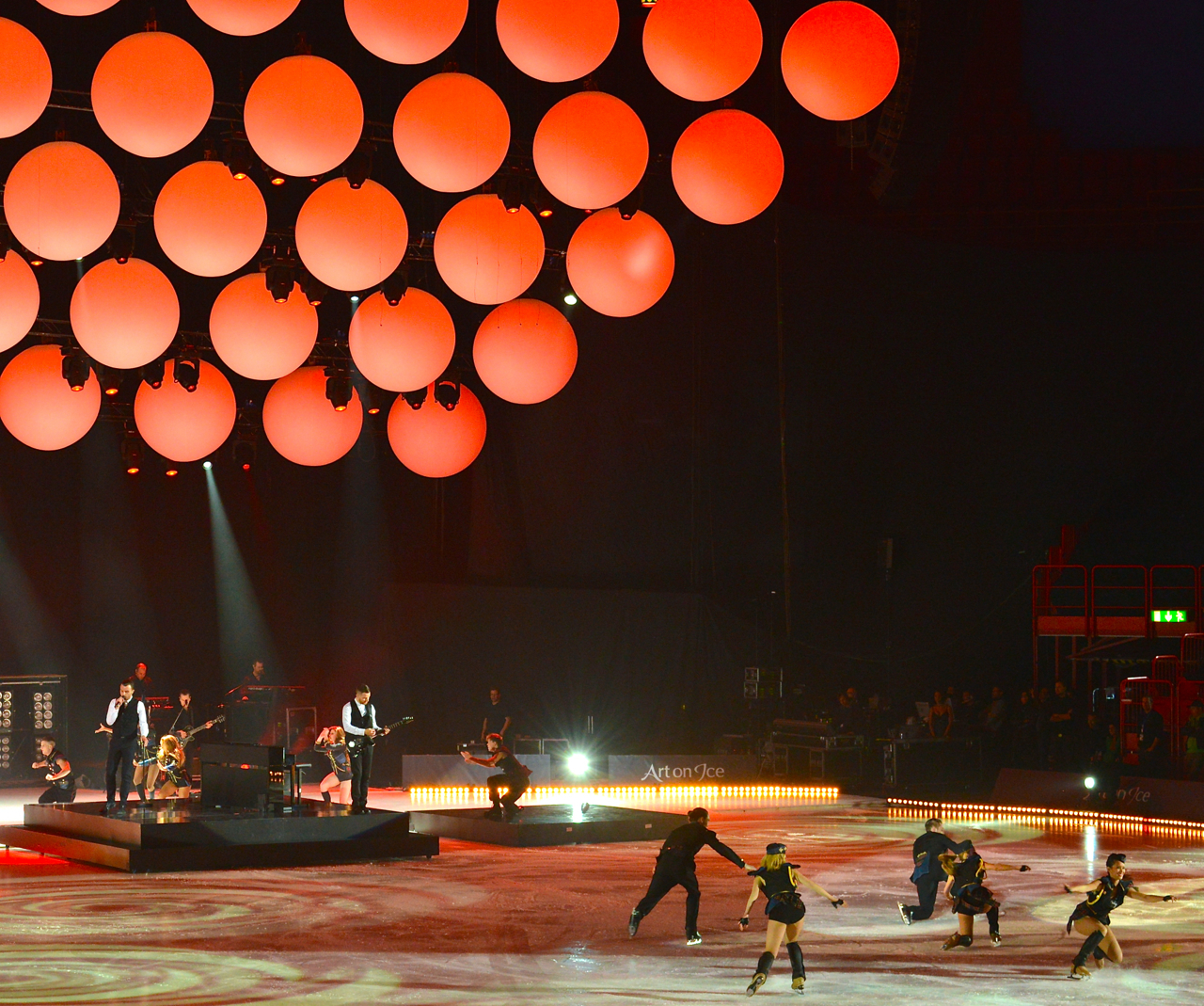
Art on Ice
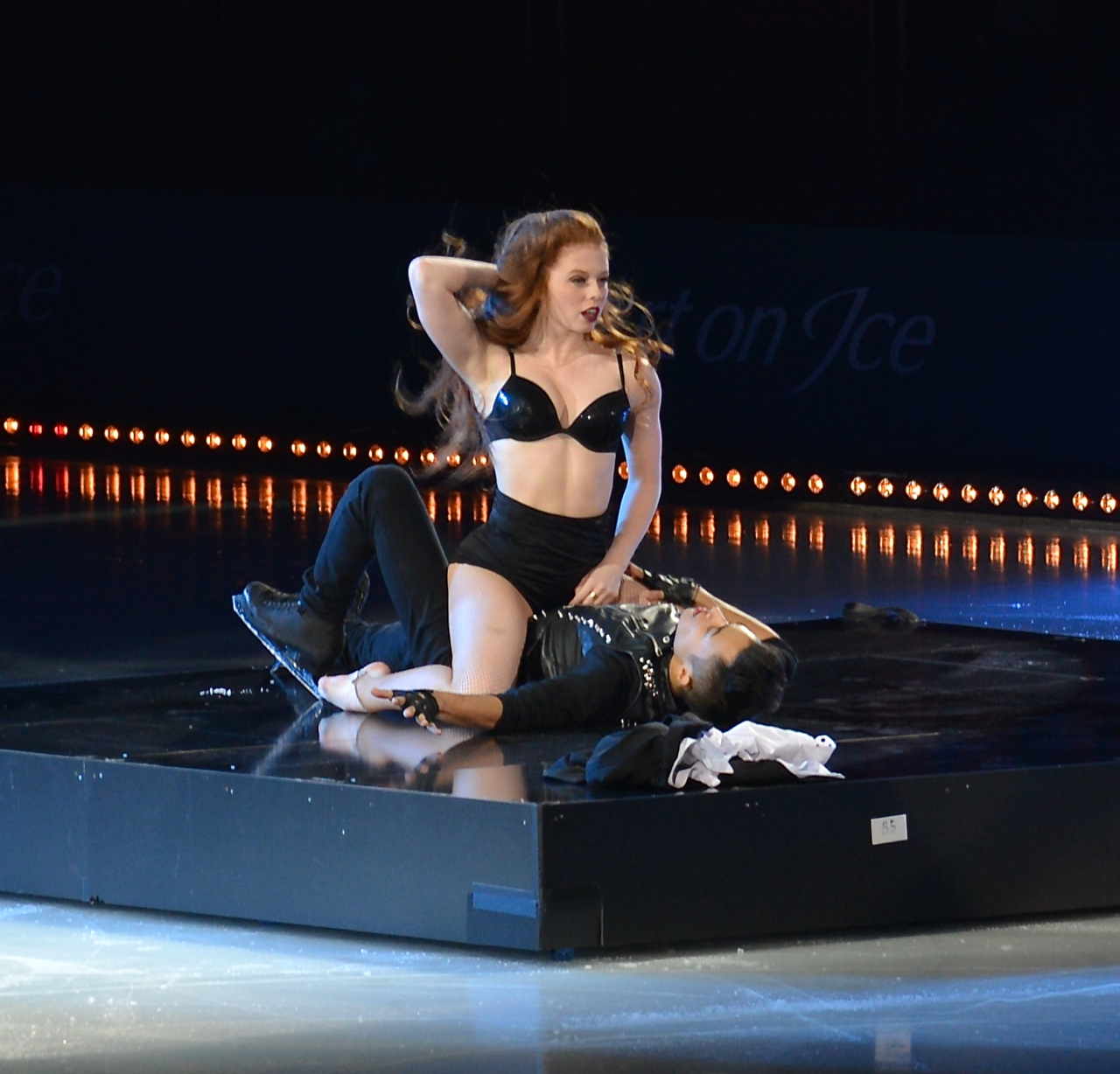
Florent Amodio
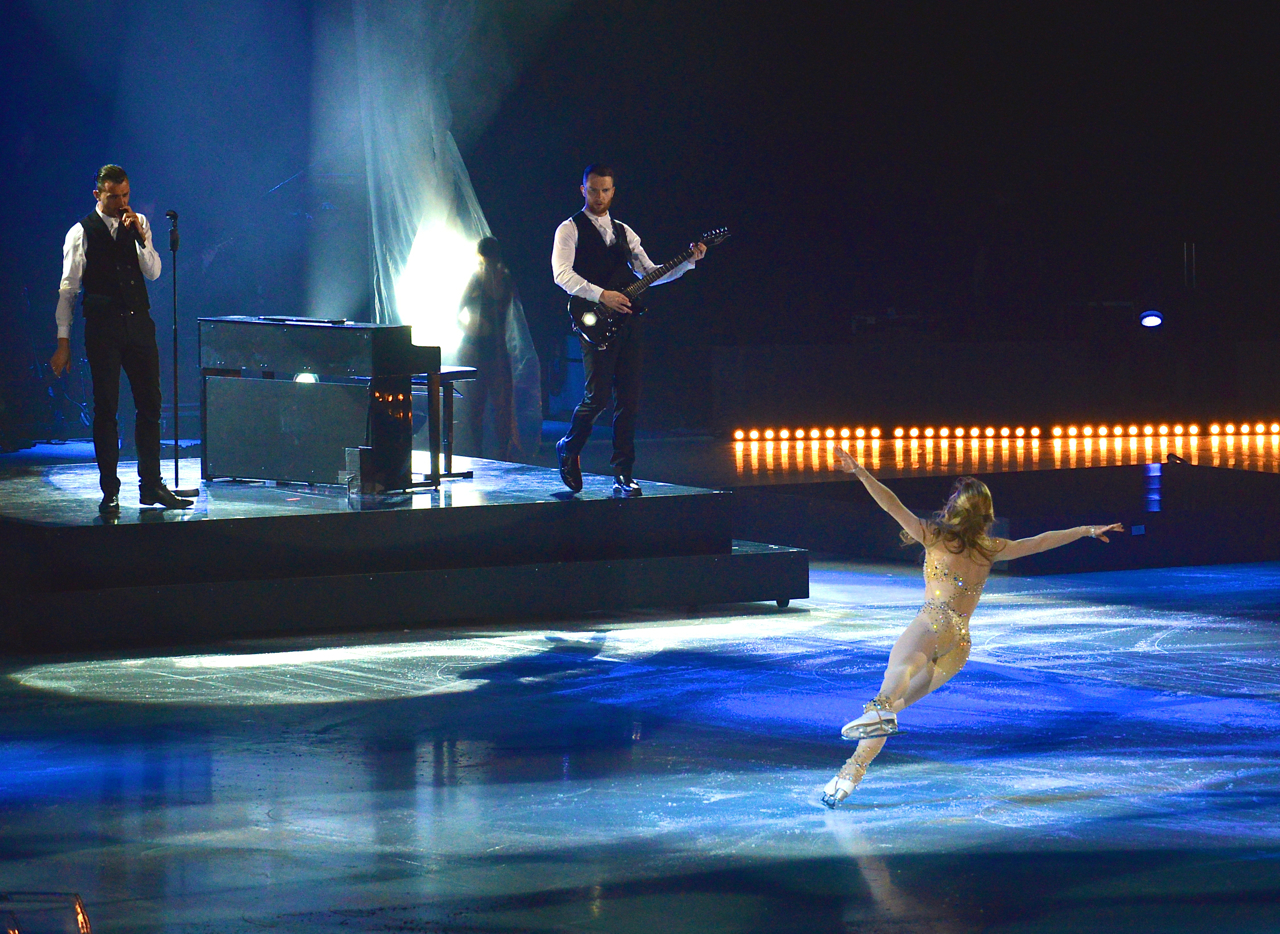
HURTS och Joannie Rochette
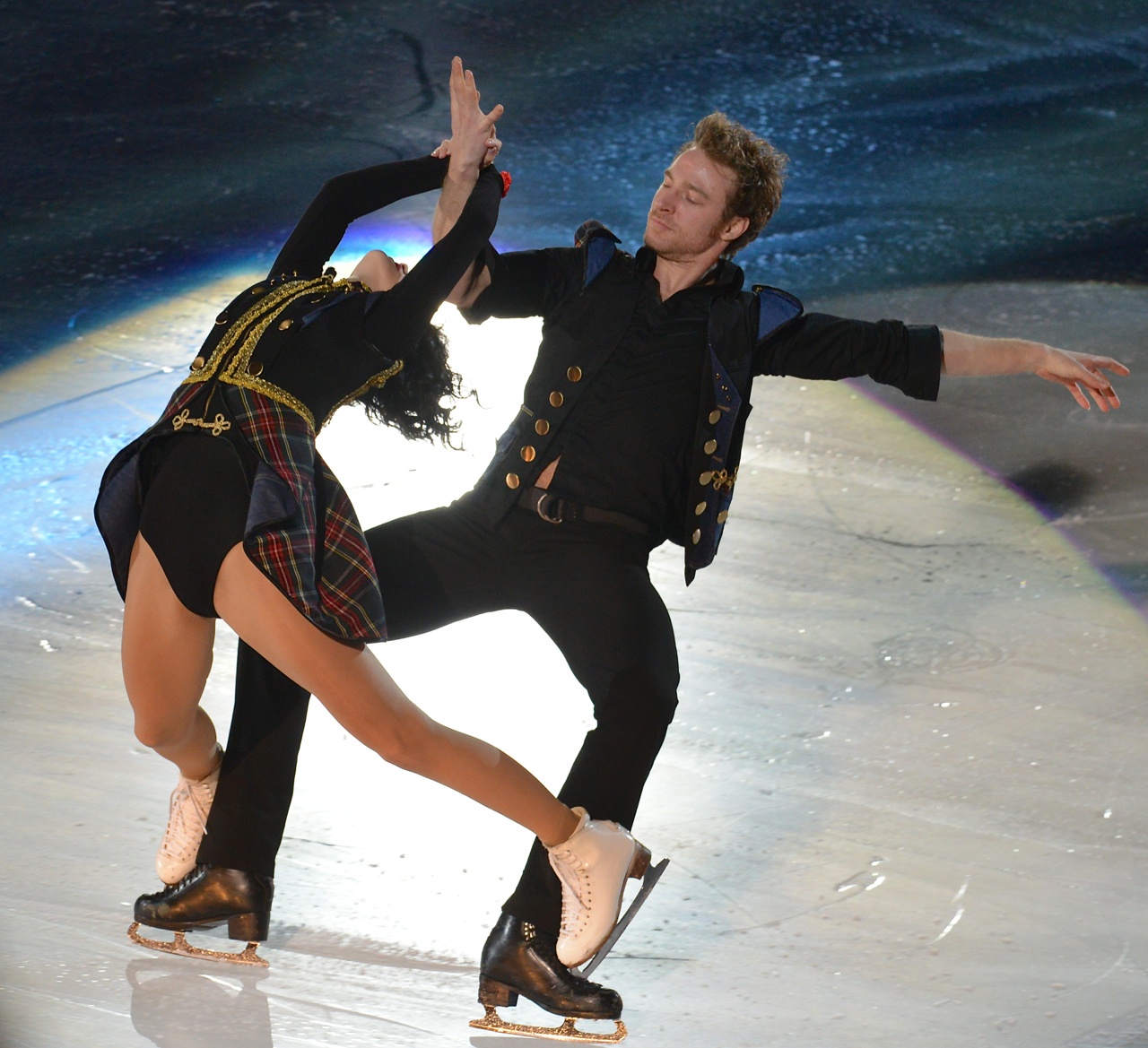
Nathalie Péchalat & Fabian Bourzat
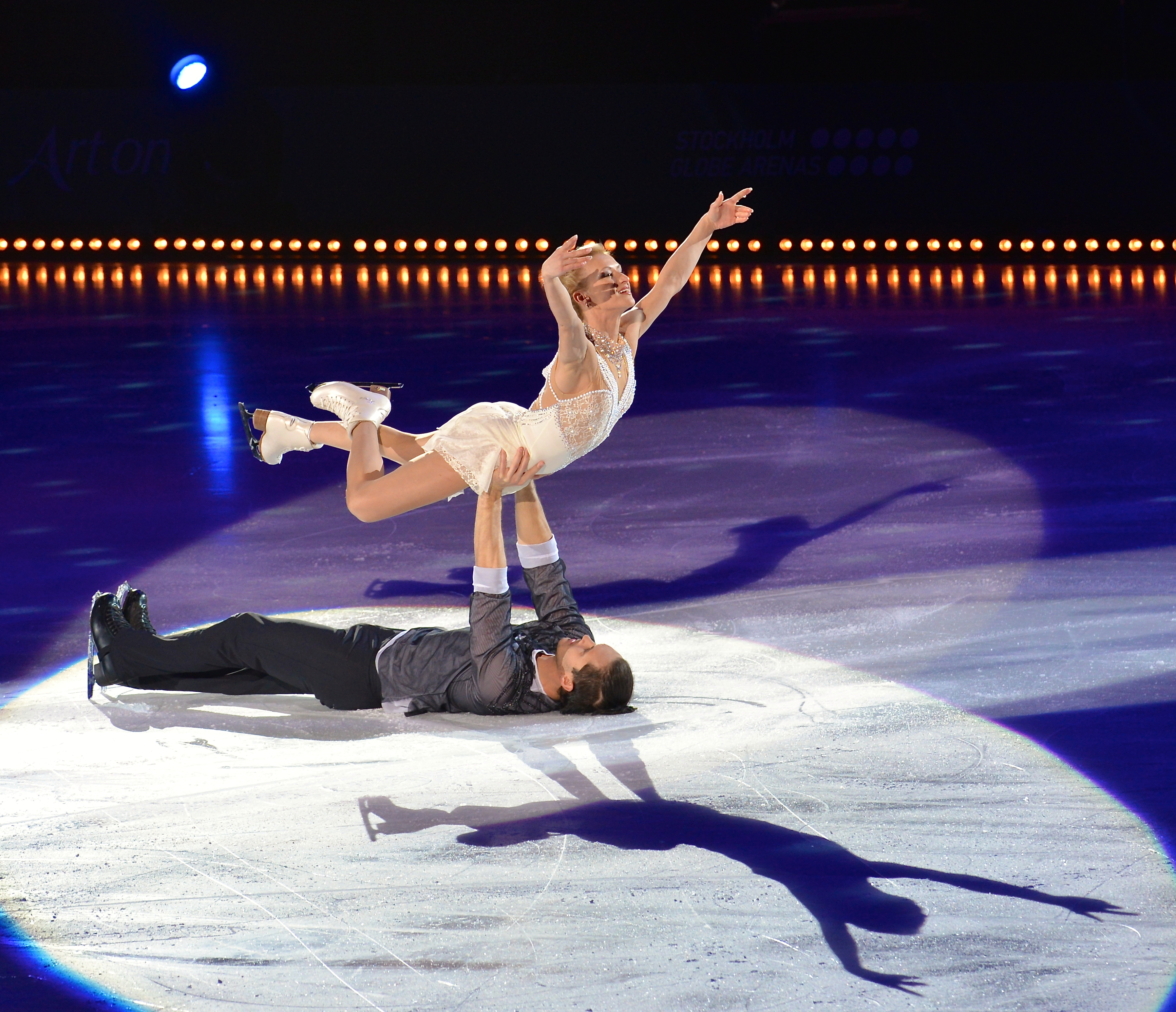
Tatiana Volosozhar & Maxim Trankov
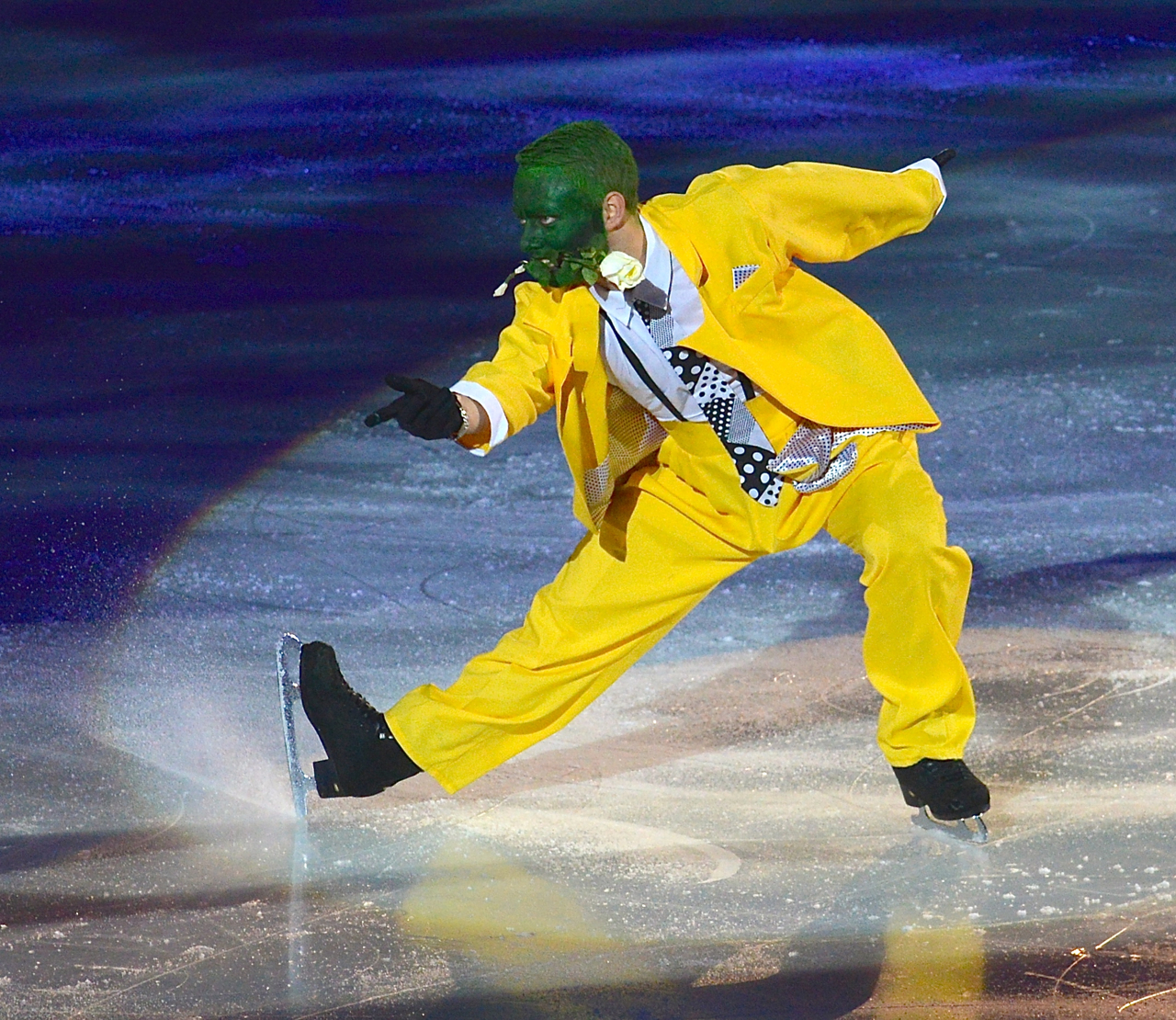
Alexander Majorov
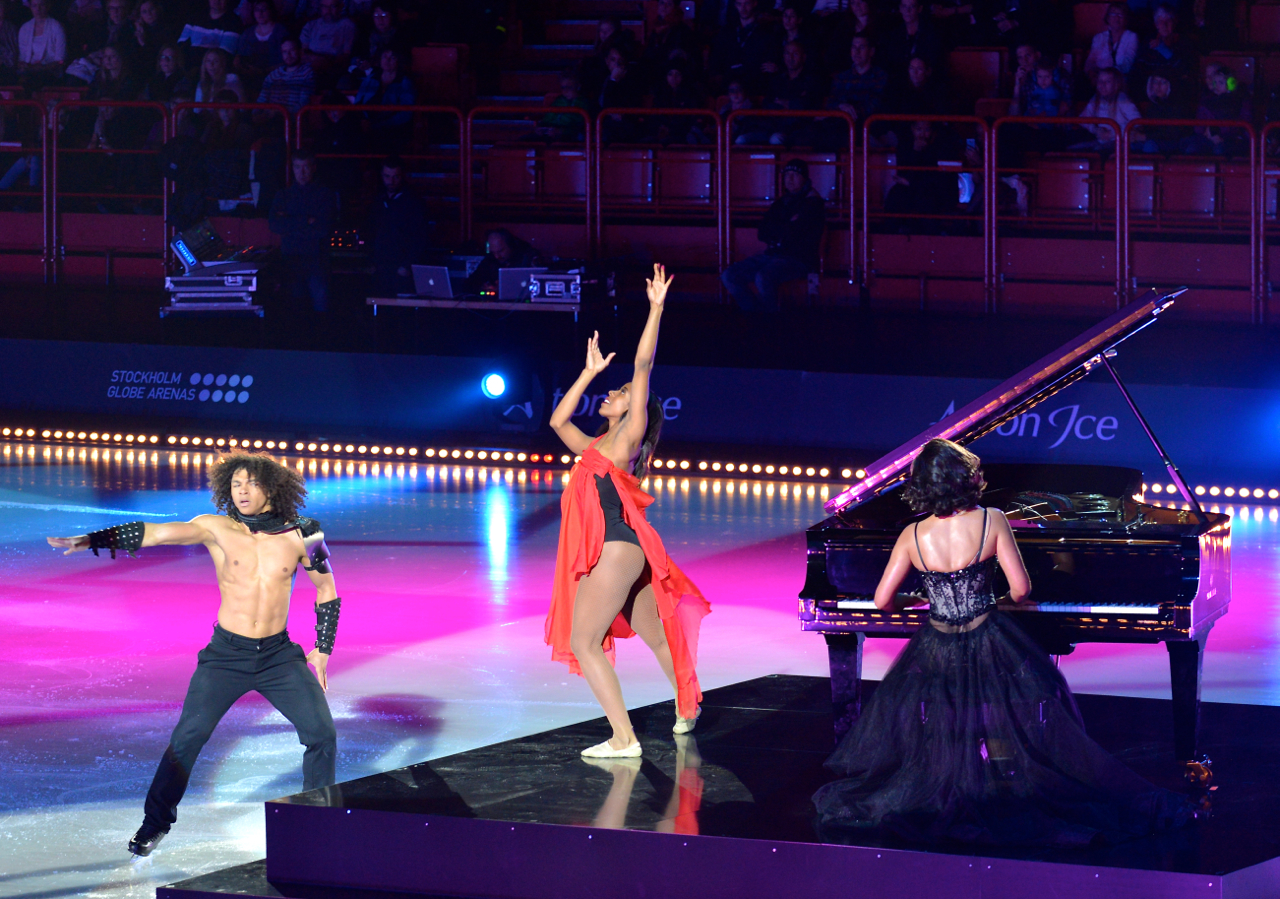
Konsertpianisten Khatia Buniatishvili
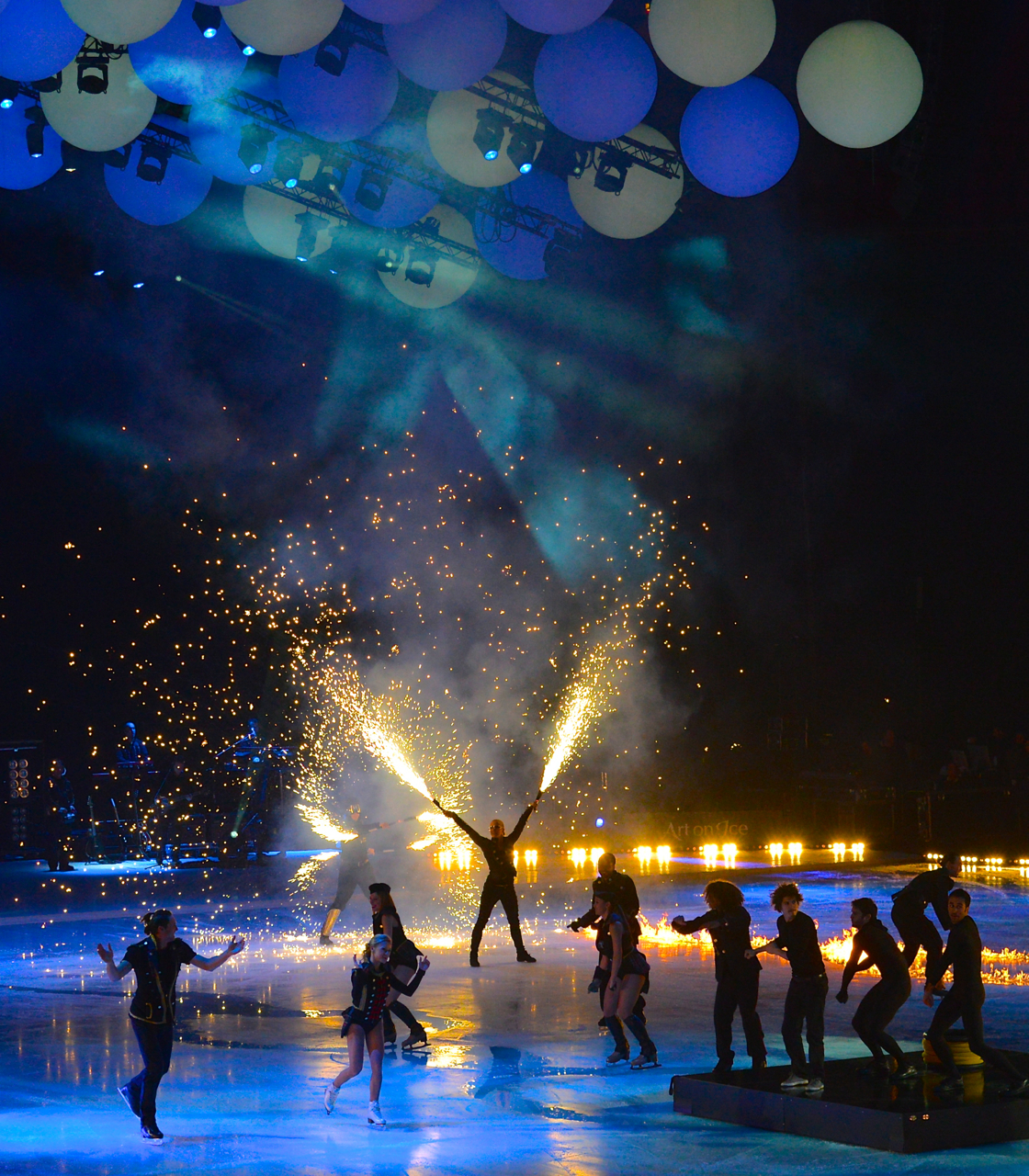
Art on Ice